# مسافر شهرهای بی‌نشان
مسافر شهرهای بی‌نشان کتابی از مسلم ناصری است که در سال ۱۳۸۲ منتشر و در مراسم کتاب سال جمهوری اسلامی ایران به‌عنوان کتاب برگزیده معرفی شد.